# Markeli
Markeli (em búlgaro:  Маркели; em grego:  Μαρκέλλαι - Markellai; em latim: Marcellae) foi uma fortaleza medieval localizada na fronteira entre o Império Bizantino e o Império Búlgaro e suas ruínas estão hoje no município de Karnobat, na província de Burgas na Bulgária. Construído na Antiguidade Tardia, o castelo está localizado a 7,5 quilômetros da cidade. Diversas batalhas memoráveis entre bizantinos e búlgaros foram travadas ali, principalmente a Batalha de Marcela de 756 e a Batalha de Marcela de 792.

## História
A fundação e expansão do Primeiro Império Búlgaro no final do século VII fez de Markeli uma fortaleza estratégica no território ao sul da cordilheira dos Balcãs. Ela trocou de mãos diversas vezes e tanto búlgaros quanto bizantinos a utilizavam como ponto de partida para suas campanhas. Markeli passou para o controle búlgaro pela primeira vez em 705, quando toda a região de Zagora foi cedida à Bulgária pelo imperador bizantino Justiniano II.
Em 755, os búlgaros, liderados pelo cã Tervel, saquearam a Trácia bizantina e chegaram até as portas de Constantinopla. No ano seguinte, já sob o comando do novo cã, Vineque, a Bulgária foi invadida pelo imperador Constantino V numa campanha retaliatória. O exército bizantino avançou pela Trácia e encontrou os búlgaros em Markeli, que, na época, era uma fortaleza fronteiriça. Os bizantinos se saíram melhor na batalha que se sucedeu e, para evitar que a invasão continuasse, Vineque teve que enviar reféns para Constantinopla.
Em 792, Markeli foi novamente o centro de uma grande guerra bizantino-búlgara. A segunda batalha de Marcela ocorreu durante um prolongado período de agressões entre búlgaros e bizantinos, com o cã búlgaro Kardam e o imperador Constantino VI invadindo os territórios um do outro por repetidas vezes. Por conta de erros estratégicos, os bizantinos sofreram uma pesada derrota e o imperador perdeu importantes estrategos. A tenda do imperador foi capturada juntamente com seu tesouro e seus cavalos.
Em 811, as forças de Nicéforo I, o Logóteta, partiram de Markeli em sua fracassada invasão da Bulgária que terminou com a morte do imperador na Batalha de Plisca. A historiadora bizantina Ana Comnena escreveu que, em 1089, seu pai, Aleixo I Comneno, negociou o fim dos conflitos com pechenegues e cumanos em Markeli (Marcella), onde eles estavam acampados. Markeli permaneceu habitada e guarnecida até pelo menos o século XII.

## Localização e descrição
Markeli está situada perto do rio Mochuritsa (um grande tributário do Tundzha), na ponta ocidental do planalto de Hisar, que é parte do sudeste da cordilheira dos Balcãs. Esta localização foi escolhida para que a fortaleza guardasse o passo de Rish e o passo de Varbitsa. Era a primeira de uma série de fortalezas búlgaras ao longo da rota que levava à capital Plisca através das montanhas. A região já era habitada antes da construção do castelo como pode se atestar pelos traços de assentamentos pré-históricos e da Idade do Ferro, além de tumuli romanos na área.
A pesquisa arqueológica da fortaleza se iniciou em 1986 e revelou que o castelo foi construído na Antiguidade Tardia (o início do período bizantino). Foram utilizados pedras moídas com fileiras integras de tijolos e acredita-se que a obra tenha ocorrido no reinado de Anastácio I Dicoro (r. 491–518) ou Justiniano (r. 527–565), ou seja, no final do século V e início do VI. A muralha tinha dez metros de altura e estava atrás de um fosso de 3 metros de profundidade. A fortaleza toda, inclusive o dique do início do século IX, tinha uma área de 0,7 km2.
As ruínas da igreja cristã (basilica) que foi desenterrada na parte oriental do castelo é tão antiga quanto as fortificações. Uma torre com poço estava localizada perto do rio para controlar o acesso à fortaleza e prover água para os defensores. Uma antiga ponte atravessava o rio perto desta torre e uma passagem subterrânea servia como rota de entrada ou saída para os habitantes.